# Woodward County
Woodward County är ett administrativt område i delstaten Oklahoma, USA, med 20 081 invånare. Den administrativa huvudorten (county seat) är Woodward.

## Geografi
Enligt United States Census Bureau har countyt en total area på 3 227 km². 3 218 km² av den arean är land och 10 km² är vatten.

### Angränsande countyn
- Woods County - nordost
- Major County - öst
- Dewey County - syd
- Ellis County - väst
- Harper County - nordväst

### Orter
- Mooreland
- Sharon
- Woodward (huvudort)